# Héliographe (communication)
Ne doit pas être confondu avec Héliographe.

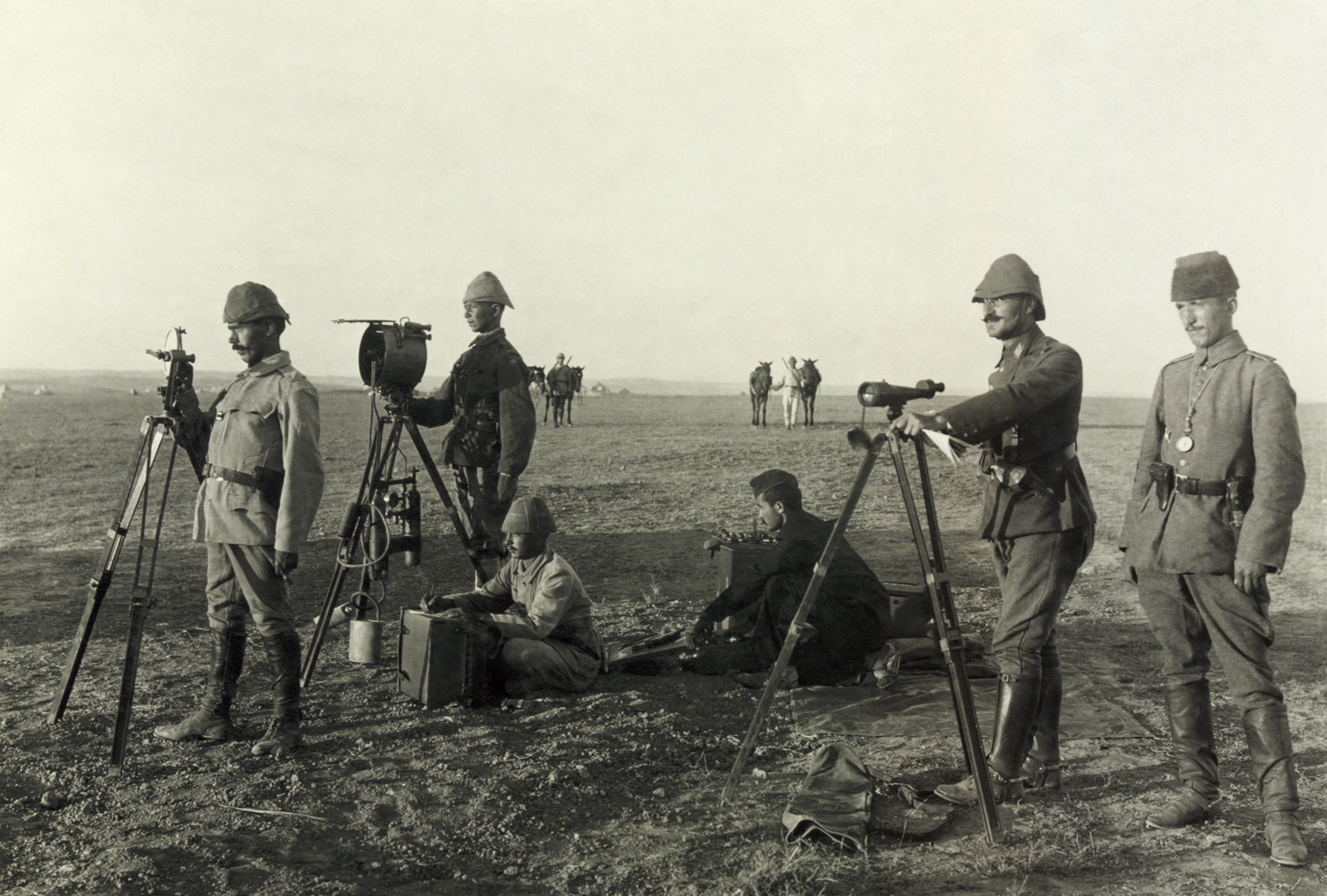
Soldats ottomans utilisant un héliographe durant la Première Guerre mondiale (1917).

Un héliographe (du grec : Ἥλιος helios, « soleil », et γραφειν graphein, « écrire ») est un dispositif de communication sans fil dont le signal est constitué de flashs de lumière solaire réfléchie par un miroir. Ces instruments ont permis l'essor du télégraphe optique par faisceaux lumineux (télégraphe solaire ou héliographe) qui prit le relais, parallèlement au télégraphe électrique, du télégraphe Chappe, principalement pour les communications militaires, mais des usages civils ont également été développés.

## Principe
Les flashs sont produits en pivotant le miroir ou en interrompant le faisceau de lumière au moyen d'un obturateur. La communication utilise généralement le code Morse. L'héliographe constitua un dispositif simple mais efficace pour des communications optiques instantanées sur de longues distances à la fin du XIXe siècle et au début du XXe siècle. La nuit, une source lumineuse (pétrole, électricité) peut remplacer les rayons du soleil.
L'héliotrope (en), dont découle l'héliographe, a été inventé en 1821 par le mathématicien allemand Carl Friedrich Gauss pour faciliter les travaux d'arpentage. 
Le premier héliographe (télégraphe solaire) est expérimenté, en 1856, par le français Jules-Émile Leseurre, inspecteur des lignes à l'administration des postes et télégraphes. Pesant 8 kilogrammes, il se monte sur un trépied et s'oriente à l'aide d'une boussole et d'un niveau de bulle d'air.

## Usage militaire
Les héliographes firent partie de l'équipement standard des armées britannique et australienne jusqu'aux années 1960 et furent utilisés par l'armée pakistanaise jusqu'en 1975. En France, entre 1874 et 1914, une partie des forts du système Séré de Rivières étaient équipés d'héliographes pour communiquer entre eux et avec le centre des places fortifiées.